# La madrastra
La madrastra (no Brasil: A Madrasta) é uma telenovela mexicana produzida por Salvador Mejía Alejandre para a Televisa e exibida pelo Las Estrellas entre 7 de fevereiro a 29 de julho de 2005, substituindo Mujer de madera e substituída por La esposa virgen em 125 capitulos. 
É uma adaptação da telenovela chilena de mesmo nome de 1981 de Arturo Moya Grau, adaptada por Liliana Abud.
É protagonizada por Victoria Ruffo e César Évora e antagonizada por Jacqueline Andere, Sabine Moussier, René Casados, Martha Julia, Guillermo García Cantú, Cecilia Gabriela e Lorenzo de Rodas; além das atuações estelares das primeiras atrizes Margarita Isabel e Patricia Reyes Spíndola.

## Enredo
Maria (Victoria Ruffo) é uma mulher de origem humilde, casada com o milionário Estêvão San Román (César Évora), a quem conheceu quando era secretária de sua empresa, com quem tem dois filhos: Estrela (Ana Layevska), de três anos, e Heitor (Mauricio Aspe), de cinco anos. Maria é muito sensível, doce e bastante ingênua, não percebendo as perigosas pessoas que a cercam. Esse casamento é motivo de ódio para Alba (Jacqueline Andere), a perversa tia de Estevão, que nutre uma obsessão doentia pelo sobrinho, a quem criou como filho. Ela sempre humilha Maria, devido a esta ter vindo de uma família muito pobre, a acusando de ter dado o golpe do baú no sobrinho. Em meio a isso, ainda espreita a vida do casal a inveja de Daniela (Cecilia Gabriela) e Fabíola (Sabine Moussier), mulheres que sempre foram apaixonadas por Estêvão, e fingem amizade com Maria. Elas são as esposas dos dois sócios de Estêvão na empresa: Demétrio (Guillermo García Cantú) e Bruno (René Casados). Ainda há o empresário Evandro (Lorenzo de Rodas), que é apaixonado por Maria, perseguindo-a.
Maria e Estêvão saem numa viagem de negócios juntamente com seus até então amigos e sócios. Na viagem estão Daniela, Demétrio, Fabíola e Bruno, além de Patrícia (Montserrat Oliver), mulher muito vaidosa e elegante, mas bastante dissimulada, que se fazia de amiga de Maria, apesar de ser apaixonada por Estêvão, planejando destruir o casamento deles. A viagem tem uma reviravolta quando Patrícia, que estava grávida de um ex-namorado, é assassinada a tiros no meio da madrugada, por um dos integrantes da viagem.
Ao ouvir os tiros, Maria corre ao quarto de Patrícia e se desespera ao vê-la caída morta ao lado de um revólver. Enquanto tenta ajudá-la, o pior acontece: A polícia chega, encontra Maria com o revólver na mãos e ela vai presa em flagrante pelo assassinato que ela supostamente cometeu; o assassino planejara tudo e houvera acionado a polícia no exato momento em que Maria adentrara o quarto
A vida de Maria se transforma radicalmente. Ela é julgada e condenada a trinta anos de prisão, em regime fechado, mesmo sendo ré primária, devido ao agravante da gravidez de Patrícia. O advogado de acusação, contratado pela família de Patrícia, argumenta que Maria, em um momento de descontrole emocional, assassinou Patrícia por ciúmes de Estêvão, e por querer vingança por seu marido tê-la engravidado. Estêvão tenta ajudá-la, desmentindo o advogado, chegando a contratar um advogado de defesa, mas é dominado por Alba, que convence-o a afastar-se dela, pois esse escândalo iria prejudicar sua carreira profissional. O casal, então, divorcia-se. Estêvão pede aos amigos que nunca contem a verdadeira história a seus filhos. Todos então fazem um juramento, e Estêvão inventa uma mentira aos filhos, dizendo que a mãe deles morreu em um acidente de carro. Ele pede para um artista fazer a pintura de uma mulher desconhecida  que viu em um livro, colocando o quadro na sala, fazendo com que os filhos acreditem que esta é a sua mãe.
Maria passa a sofrer muito na prisão, sendo agredida e humilhada pelas colegas de cela, mas também acaba fazendo boas amizades. Abandonada por seu grande amor e separada de seus filhos, ela promete vingar-se de cada um daqueles falsos amigos que a rodeavam e nenhum sequer a ajudou, principalmente seu ex-marido. Vinte anos depois de desespero e reclusão, Maria é libertada da prisão por bom comportamento. Ela está de volta para cumprir o que prometera anos antes: Fazer justiça e descobrir quem é o monstro que a pôs na cadeia, além de recuperar o amor dos filhos.
Maria tornou-se uma mulher amargurada, agressiva e desconfiada, escondendo toda sua sensibilidade. Ela começa a trabalhar como faxineira e cuidadora de idosos para sobreviver, até que recebe ajuda de um senhor milionário, mas muito solitário, sempre cuidado por Maria. Ao falecer, ele deixa tudo para a mesma. Milionária, Maria transforma-se em uma dama, podendo usar do poder e do dinheiro para reconstruir sua vida. Ela marca um jantar com todos seus antigos desafetos, sem revelar sua real identidade, até vê-los pessoalmente. Maria, então, discute com todos, e compra uma grande briga com os inimigos, agora declarados, que fingiram amizade há vinte anos.
Como parte de seus planos, Maria usa as ações que Estêvão lhe dera de presente há muitos anos. Tamanho era o pacote de ações que Maria adquiriu o direito de ter a sua própria sala e participar das reuniões. Evandro e Alba são os que demonstram mais ódio por Maria em sua volta. Leonel (Eduardo Capetillo), filho de Patrícia, se apaixona por Maria, causando graves conflitos, principalmente depois que Maria diz a ele que ama Estêvão.
Maria, não suportando mais as saudades dos filhos e com medo de reaparecer de repente e assustá-los ou causar raiva, pede a Estêvão que se case com ela, para que fique possa ficar perto de seus filhos, aceitando que ele diga que ela é a madrasta deles, mas Estêvão acha tudo isso um absurdo. Vívian (Michelle Vieth), amiga de Maria, a quem ela ajudou a sair da cadeia, onde se conheceram, passou a viver em Aruba, mas decide voltar para o México e rever Maria, onde se apaixona por Heitor. Ele a corresponde, mas vivem brigando,  devido a uma mentira de Alba, fazendo com que Heitor e Estrela odeiem Vívian, por ela ser amiga de Maria, a quem passam acreditar que foi amante de seu pai e causou a separação dele com sua suposta falecida mãe m Isso causa mais mal a Maria do que os vinte anos que passara na cadeia.
Leonel, ainda antes de saber sobre o passado de Maria na cadeia, oferece a ela que vá para o chalé de Patrícia, onde poderá se isolar e refletir sobre sua vida. Maria segue o conselho, e para sua surpresa, no tal chalé, ela encontra o diário de Patricia, onde escrevia seus pensamentos e desejos, incluindo todas as suas maldades, descobrindo a falsa amiga e víbora sem coração que Patrícia sempre foi. Com isso, percebe que poderá pressionar quem foi na viagem para que confessem quem matou Patrícia, assim ela tenta fazer, mas não consegue nada. Pelo contrário, consegue que o verdadeiro assassino tente matá-la, mas ela não consegue vê-lo. Nessa viagem ocorrem várias intrigas, tais como: Daniela se mostra apaixona por Estêvão, Fabíola tenta seduzi-lo, Alba ameaça Maria com uma tesoura e entre outros fatos. Todos voltam depois de um tempo, e nisso Maria aproveita para pagar uma moça para fingir-se de Patrícia, para assustar o assassino. Estêvão e Maria passam a viver um romance entre indas e vindas, e então se casam, e no dia do casamento, Leonel invade o cartório e beija Maria, causando um grande desconforto a todos. Alba manipula Heitor e Estrela e os três prometem infernizar Maria até que deseje nunca tê-los conhecido. Muitas coisas acontecem, como por exemplo, Alba rouba as folhas do diário de Patricia em que dizem que Patrícia nunca amou Leonel, essas folhas vem parar na mão de Leonel, causando uma grande dor em seu coração. Fabíola, Daniela, Bruno, Demétrio, Alba, Carmen (Margarita Isabel) e Evandro se unem contra Maria. Evandro escreve três cartas para Maria, e depois é morto pelo assassino de Patrícia, fazendo todos acreditarem que ele morreu de um câncer que enfrentava. Ana Rosa (Martha Julia) atira em Estêvão, mas ele se salva. Maria e Alba brigam dia e noite, fazendo Alba chegar a queimar uma das cartas de Evandro que contava o nome do assassino de Patrícia. O advogado de Maria descobre o assassino de Patrícia, mas é morto por ele.
Ana Rosa acaba internada em um hospício, e depois causa muitas intrigas entre Estêvão e Maria, e acaba se viciando em comprimidos que sua tia Daniela dava para ela.
Alba se une a Fabíola e prometem arrasar com Maria. Alba é expulsa de casa por Maria, e como vingança conta a Leonel que Maria foi acusada de matar sua mãe, isso causa uma reação péssima em Leonel, passando a persegui-la e querendo vingança, mas ele e Maria logo voltam a ser amigos quando ela explica a situação.
Quando volta para casa, Alba está pior do que nunca, manipulando Carmem para que odeie Maria e a maltratando mais do que anteriormente. Fabíola coloca fogo na loja de jóias de Maria. Ângelo começa um namoro com a secretária Alma, e Alba da a ela dinheiro para que se afaste, quando Ângelo descobre se casa imediatamente com Alma. A história de Heitor e Vivian rendera muito sofrimento, Heitor engravidou Vivian, mas devido ao fato de vê-la abraçada com Greco, namorado de Estrela, acredita e faz Estrela acreditar que seriam amantes. Por fim provada a situação, Heitor se casa com Vivian.
Alba se joga da escada e diz que Maria a empurrou para causar intrigas. Pouco a pouco, Maria vai conseguindo conquistar o amor de seus filhos. Uma das cartas de Evandro veio escrita em códigos, e o Padre Belisário (Joaquín Cordero) as desvendou, mas só deu na prova de que Maria é inocente. Maria e Estevão se reconciliam, e durante o momento da reconciliação, Alba queima a cortina e afirma que pegou fogo, para atrapalha-los.
Fabíola, Daniela, Ana Rosa e Carlos (Sergio Mayer), um menino que desprezara o pai e teria feito de tudo para separar Estrela de Greco se arrependem. Fabíola se arrepende devido a morte do filho deformado que abandonara quando nasceu. Daniela devido a desilusão de saber que seu marido abusava de Ana Rosa. Ana Rosa, pelo fato de ter passado pela dor de estar em uma clínica psiquiátrica novamente. Ela tentou reconstruir sua vida ficando noiva, revelando suas mentiras e pedindo perdão.
O assassino tenta matar Maria jogando-a da sacada de um prédio, mas Estevão a salva. Alba diz a Carmen que ela é a mãe de Ângelo (Mike Biaggio) (sendo que a mãe é Carmem, e Alba trocou o bebê morto dela pelo vivo de Carmen). Na outra carta, Evandro acusa Estevão de ter matado Patrícia, e o guarda do hotel onde Patricia foi assassinada diz que foi Daniela que matou Patricia. Na verdade Demétrio sofria de um problema psicológico, e usava os apliques, as roupas, os sapatos e a   maquiagem de Daniela, assumindo a identidade de sua esposa, pois, devido a esse transtorno, quando caracterizado de Daniela, ele realmente acreditava ser ela.
Carlos pede perdão a todos que fez mal e acaba sendo assassinado por um bandido. Ana Rosa encontra provas de que Demétrio é o assassino de Patrícia e corre para Aruba para salvar Estevão da cadeia, sendo que Daniela saiu de suspeita e foi livre. Alba depõe contra Estevão por ele ter desprezado o amor de mulher que ela sentia, Estevão é condenado a pena de morte, porque Demétrio se passa por Daniela e chama Ana Rosa a um bar abandonado, onde ele atira em Ana Rosa, pega o vídeo e foge. Sem se importar que Ana Rosa iria formar uma família devido a seu arrependimento, Demétrio a assassinou cruelmente. Alba prende Heitor e Estrela dentro da despensa e liga o motor da bomba da piscina para que ninguém escute os gritos deles. Padre Belisário chega a mansão e Alba também o prende, e envenena a empregada Rebeca com um veneno para ratos, que a fez espumar até a morte.
Todos voltam a cidade do México. Demétrio descobre o cativeiro dos irmãos San Roman e chama a policia, assim Alba é obrigada a se esconder em cima da mansão San Roman.
Maria solta todos, Heitor e Estrela estão muito fracos. Alba se joga de cima da mansão, e em sua agonia de morte, Demétrio diz em seu ouvido que matou Patrícia, o último pensamento de Alba momentos antes de sua morte foi: "Maria sempre foi uma estúpida". Demétrio tenta matar Maria e mostra o vídeo em que prova que ele matou Patricia, na casa de Daniela, onde amarrou Bruno e Fabíola ele tenta atirar em Maria, mas Heitor e Estrela a salvam, Demétrio foge, mas deixa o vídeo.
Todos correm para Aruba e salvam Estevão da morte no último momento. Todos voltam para serem felizes, Maria diz a Heitor e Estrela que é sua mãe. Daniela reconhece o corpo de Ana Rosa. Na última cena encontramos as pessoas que fizeram o bem em sua estada na terra na igreja do padre Belisário, Maria agradece por voltar a ter sua família, Ângelo agradece a Deus por sua esposa, Heitor faz o mesmo por Vivian e seu filho. Leonel por estar feliz com sua noiva Lupita. Estrela e Greco. O pai de Carlos agradece a família que formou e por Deus ter dado a seu filho o dom do arrependimento. Fabíola pede o divórcio a Bruno por estar cansada de como ele a trata, porém eles acabam decidindo se dar mais uma oportunidade, começando uma vida nova juntos. Daniela tenta seguir sua vida, e Carmen curte ter podido ser a mãe de Ângelo agora, porque em vida Alba sempre a impediu.
A novela termina depois dos casamentos de Heitor e Vivian, Greco (José Luis Reséndez) e Estrela, Leonel e Lupita (Mariana Ríos), Ângelo e Alma (Ximena Herrera), e claro, Estêvão e Maria que renovam seus votos matrimoniais.
La Madrastra... Años Después
Televisa produziu um especial (de uma hora e meia) exibido em 30 de julho de 2005, mostrando a vida dos San Román 10 anos depois da última cena do último capítulo. Demétrio, que havia sido desmascarado e preso pelo assassinato de Patrícia, escapa da prisão e faz todos acreditarem que esta morto. Para se vingar dos San Román, ele usa o neto, Angelito (filho de Angelo e Alma). Estrela e Greco, Heitor e Vivian, Lupita e Leonel também tiveram filhos, todos com aproximadamente 10 anos de idade. Estevão e María estão muito felizes, pois chegou o dia de comemorar o casamento da família. Os San Román vão passar uns dias na casa de campo de Leonel. Lá, Estrela desaparece. Mais tarde, María encontra Estrela como refém de Demétrio em uma cabana. Demétrio tenta matar María, mas Estevão a salva. A cabana em que estavam pega fogo e Demétrio morre queimado. Todos vivem felizes para sempre.
Novo Final
Em 2007, a Televisa reprisou a novela, porém, gravou novas cenas para a reta final. Nesse novo final, o assassino não é revelado ao público até o penúltimo capítulo, aguçando a curiosidade de todos. A revelação acontece em uma cena onde Bruno descobre que foi Fabíola que assassinou Patricia. Insana, Fabíola apunhala Bruno até a morte. Também houve uma cena onde Fabíola faz María de refém. Ela termina num hospital psiquiátrico, completamente demente. Consequentemente, tiveram que gravar um novo casamento para o último capítulo. Este foi gravado em uma igreja, diferente da versão original, e Demétrio aparece no casamento. Ele tem final feliz, onde fica próximo de seu filho Ângelo, e de Carmen.

## Elenco
| Intérprete                | Personagem                             |
| ------------------------- | -------------------------------------- |
| Victoria Ruffo            | Maria Fernández da Cunha de San Román  |
| César Évora               | Estevão San Román                      |
| Jacqueline Andere         | Alba San Román                         |
| Eduardo Capetillo         | Leonel Ibáñez                          |
| Guillermo García Cantú    | Demétrio Rivero                        |
| Margarita Isabel          | Carmen San Román                       |
| Martha Julia              | Ana Rosa Márquez / Sofia Márquez       |
| Cecilia Gabriela          | Daniela Márquez de Rivero              |
| Sabine Moussier           | Fabíola Morán de Mendizábal            |
| René Casados              | Bruno Mendizábal                       |
| Lorenzo de Rodas          | Evandro Maldonado                      |
| Joaquín Cordero           | Padre Belisário                        |
| Ana Layevska              | Estrela San Román Fernández Montes     |
| Mauricio Aspe             | Heitor San Román Fernández             |
| Mike Biaggio              | Ângelo San Román Rivero                |
| Carlos Bonavides          | Rufino "Poodle" Sánchez                |
| Sergio Mayer              | Carlos Sánchez                         |
| José Luis Reséndez        | Greco Montes                           |
| Michelle Vieth            | Vivian de la Fuente San Román          |
| Ana Martín                | Socorro de Montes                      |
| Arturo García Tenorio     | Leonardo "Da Vinci" Montes de Castilho |
| Patricia Reyes Spíndola   | Venturina García                       |
| Mariana Ríos              | Guadalupe "Lupita" Montes de Ibañez    |
| Ximena Herrera            | Alma Munhoz de Sán Román               |
| Irma Serrano              | Duquesa de Walterrama e San Calixto    |
| Marcelo Buquet            | Geraldo Salgado                        |
| Rocío Cárdenas            | Angélica Espino                        |
| Archie Lanfranco          | Luciano Cerezuela                      |
| Liza Willert              | Rebeca Robles                          |
| Montserrat Oliver         | Patricia de Ibáñez                     |
| Alejandra Barros          | Diana                                  |
| Stephanie Gerard          | Maggie                                 |
| Manuel Medina             | Cadenas                                |
| Vicky Palacios            | Vicky                                  |
| María Luisa Alcalá        | Fanny                                  |
| Carlos de la Mota         | Eduardo "Bell Boy"                     |
| Alejandro Ruiz            | Dr. Alessandro Ruiz                    |
| Andrés Márquez            | Pança                                  |
| Raúl Sebastián Villarreal | Grenas                                 |
| Joustein Roustand         | Huesos                                 |
| Santiago Hernández        | Pulgarcito                             |
| Pilar Pellicer            | Sônia                                  |
| Mariana Karr              | Carcereira                             |
| Evelyn Nieto              | Flor                                   |
| Sergio Catalán            | Flavio Marinelli                       |
| Mario Casillas            | Dr. René Rubens                        |
| Rubén Morales             | Artur de Ibáñez                        |
| Miguel Ángel Fuentes      | Fausto                                 |
| Germán Gutiérrez          | Dr. Huerta                             |
| Óscar Morelli             | Diretor da cadeia                      |
| Alfredo Adame             | Ele mesmo                              |
| Laura Pausini             | Ela mesma                              |

## Transmissão

### No México
Suas duas últimas semanas dividiram o horário com os primeiros capítulos de La esposa virgen. Foi reprisada entre 9 de abril e 14 de setembro de 2007, sucedendo Lola, érase una vez e antecedendo Amor sin Maquillaje, às 18:00, com um final diferente do original de 2005.
Foi novamente reprisada pela sua emissora original entre 15 de junho a 21 de agosto de 2015, em capítulos de 2 horas, totalizando 50 capitulos, substituindo a reprise de Rubi e sendo substituída por Hasta que el dinero nos separe.
Também foi reprisada pelo TLNovelas entre 15 de dezembro de 2008 e 5 de junho de 2009. Voltou a ser reprisada pelo canal de 2 de março a 29 de maio de 2020, substituindo Cuna de lobos e sendo substituída por Esmeralda.

### No Brasil
No Brasil, foi exibida pelo SBT de 16 de maio a 28 de outubro de 2005, em 120 capítulos, às 15h15 da tarde como inédita, substituindo A Usurpadora e substituída por Canavial de Paixões. Seu final foi reprisado no sábado, 5 de novembro, oito dias após sua exibição (o sábado anterior foi reservado para o Teleton 2005), às 13h15 horas.
Foi exibida pela primeira vez pelo TLN Network entre 4 de junho a 16 de novembro de 2012 substituindo A outra e sendo substituída por Menina amada minha.
Foi reprisada entre pelo SBT entre 14 de outubro de 2013 a 18 de março de 2014, em 110 capítulos, substituindo Rubi e substituída por Abraça-me Muito Forte.
Foi exibida pela segunda vez pelo TLN Network entre 27 de fevereiro a 11 de agosto de 2017 substituindo Paixão e sendo substituída por Amanhã é para sempre.
Classificação
Tanto em sua primeira exibição às 15:30 da tarde, (2005) como na reprise, (2013-2014), a classificação indicativa seguiu como "Livre", ou seja, sem restrições para limites de horário.

## Audiência

### No México
Em sua exibição original, a trama alcançou 27.9 pontos de média.

### No Brasil
No Brasil, a trama estreou com 11 pontos. No último capítulo, a trama marcou 13 pontos de média, e garantiu a liderança para o SBT. Teve média geral de 9 pontos.
Na estreia da sua reprise, a trama alcançou 6 pontos de média, e garantiu a vice liderança para o SBT.  No penúltimo capítulo, alcançou 6 pontos e derrotando o Cidade Alerta. No último capítulo, a trama também alcançou 6 pontos, porém ficou em terceiro lugar no Ibope. A reprise teve média de 4.5 (5) pontos.

## Prêmios e Indicações
| Ano  | Prêmio                      | Categoria                           | Nomeações                          | Resultado |
| ---- | --------------------------- | ----------------------------------- | ---------------------------------- | --------- |
| 2006 | Prêmio TVyNovelas           | Melhor telenovela                   | Melhor telenovela                  | Indicada  |
| 2006 | Prêmio TVyNovelas           | Melhor Atriz Protagonista           | Victoria Ruffo                     | Indicada  |
| 2006 | Prêmio TVyNovelas           | Melhor Ator Protagonista            | César Évora                        | Indicado  |
| 2006 | Prêmio TVyNovelas           | Melhor Atriz Antagonista            | Jacqueline Andere                  | Indicada  |
| 2006 | Prêmio TVyNovelas           | Melhor Ator Antagonista             | Guillermo García Cantú             | Indicado  |
| 2006 | Prêmio TVyNovelas           | Melhor Primeira Atriz               | Ana Martín                         | Indicada  |
| 2006 | Prêmio TVyNovelas           | Melhor Primeiro Ator                | Joaquín Cordero                    | Indicado  |
| 2006 | Prêmio TVyNovelas           | Melhor Atriz Co-Protagonista        | Margarita Isabel                   | Indicada  |
| 2006 | Prêmio TVyNovelas           | Melhor Ator Co-Protagonista         | René Casados                       | Indicado  |
| 2006 | Prêmio TVyNovelas           | Melhor Atriz Jovem                  | Ana Layevska                       | Indicada  |
| 2006 | Prêmio TVyNovelas           | Melhor Ator Jovem                   | Mauricio Aspe                      | Venceu    |
| 2006 | Prêmio TVyNovelas           | Melhor Ator Jovem                   | José Luis Reséndez                 | Indicado  |
| 2006 | Prêmio TVyNovelas           | Melhor Direção de Cena              | Jorge Edgar Ramírez e Eric Morales | Venceu    |
| 2006 | Prêmio TVyNovelas           | Melhor Tema Musical                 | "Víveme" por Laura Pausini         | Indicada  |
| 2006 | Prêmios Bravo               | Melhor Primeira Atriz               | Victoria Ruffo                     | Venceu    |
| 2006 | Prêmios ACE de Nova York    | Melhor Telenovela                   | Melhor Telenovela                  | Venceu    |
| 2006 | Prêmios ACE de Nova York    | Melhor atriz                        | Jacqueline Andere                  | Venceu    |
| 2006 | Prêmios ACE de Nova York    | Melhor Co-Atuação Masculina         | René Casados                       | Venceu    |
| 2006 | Prêmios ACE de Nova York    | Atriz Característica mais Destacada | Sabine Moussier                    | Venceu    |
| 2006 | Prêmios Más que Telenovelas | Melhor Telenovela                   | Melhor Telenovela                  | Indicado  |
| 2006 | Prêmios Más que Telenovelas | Melhor Produção                     | Salvador Mejía                     | Venceu    |
| 2006 | Prêmios Más que Telenovelas | Melhor Atriz                        | Victoria Ruffo                     | Venceu    |
| 2006 | Prêmios Más que Telenovelas | Melhor Ator                         | César Évora                        | Indicado  |
| 2006 | Prêmios Más que Telenovelas | Melhor Vilã                         | Jacqueline Andere                  | Indicada  |
| 2006 | Prêmios Más que Telenovelas | Melhor Co-Atuação Masculina         | René Casados                       | Indicado  |
| 2006 | Prêmios Más que Telenovelas | Melhor Co-Atuação Feminina          | Margarita Isabel                   | Venceu    |
| 2006 | Prêmios Más que Telenovelas | Melhor Primeira Atriz               | Ana Martín                         | Indicada  |
| 2006 | Prêmios Más que Telenovelas | Melhor Atuação Juvenil Feminina     | Ana Layevska                       | Venceu    |
| 2006 | Prêmios Más que Telenovelas | Melhor Atuação Juvenil Masculina    | José Luis Reséndez                 | Venceu    |
| 2006 | Prêmios Más que Telenovelas | Melhor Direção Cênica               | Jorge Edgar Ramírez e Eric Morales | Venceu    |

## Outras versões
- La madrastra (1981), telenovela produzida pelo Canal 13 em 1981, estrelada por Jael Unger e Walter Kliche . Esta foi a versão original e obteve grande sucesso e relevância no Chile .
- Vivir un poco, telenovela produzida por Valentín Pimstein em 1985 pela Televisa e protagonizada por Angélica Aragón e Rogelio Guerra.
- Para toda la vida, telenovela produzida por Lucero Suárez para Televisa em 1996 em coprodução com o canal chileno Megavisión e protagonizada por Ofelia Medina e Ezequiel Lavandero.
- Forever (1996), telenovela produzida pela Fox Television em coprodução com a Televisa, produzida por Carlos Sotomayor e protagonizada por Maria Mayenzet e James Richer.
- ¿Quién mató a Patrícia Soler?, telenovela colombiana produzida pela RTI Televisión e protagonizada por Itatí Cantoral e Miguel de Miguel.
- La madrastra, versão produzida outra vez pela Televisa, baseada na telenovela chilena de mesmo nome criada por Arturo Moya Grau em 1981. Foi produzida por Carmen Armendáriz e protagonizada por Aracely Arámbula e Andrés Palacios em 2022, sendo a quinta produção da franquia reboot de telenovelas clássicas da Televisa, intitulada de Fábrica de sueños.